# Jesse Kellerman
Jesse Kellerman (* 1. September 1978 in Los Angeles, Kalifornien) ist ein US-amerikanischer Roman- und Drehbuchautor.

## Leben
Jesse Kellerman wurde in Los Angeles als ältester Sohn des Autorenehepaares Jonathan und Faye Kellerman geboren.
Er studierte Psychologie an der Harvard University sowie Drehbuchschreiben an der Brandeis University. Er schloss als Master of Fine Arts ab.
1994 erschien ein erstes Werk, ein Kinderbuch namens Daddy, daddy, can you touch the sky?, welches er gemeinsam mit seinem Vater schrieb.
Er hat mittlerweile mehrere Romanbestseller und Drehbücher geschrieben.
Für sein Drehbuch Things Beyond Our Control wurde er mit dem Princess Grace Award ausgezeichnet.
Er ist ebenso wie seine Eltern und Geschwister orthodox lebender Jude. Er ist seit Juni 2003 mit seiner Frau Gabriella verheiratet und sie leben mit ihrem gemeinsamen Sohn Oscar (* 2009) in Kalifornien.

## Werke
- 2006: Sunstroke
- 2007: Trouble (dt. Todeslust)
- 2008: The Genius
- 2010: The Executor
- 2012: I'll Catch You
- 2012: Potboiler

## Auszeichnungen
- 2003: Princess Grace Award for Playwriting[2]
- 2010: Grand Prix des Lectrices de Elle für The Genius